# Nicholas Maw
John Nicholas Maw (Grantham, 5 november 1935 - 19 mei 2009) was een Brits componist, die vanaf 1984 in de Verenigde Staten verbleef.

## Biografie
Hij studeerde van 1955 tot 1958 aan de Royal Academy of Music in Londen bij Paul Steinitz (organist en dirigent) en Lennox Berkeley (componist). Het jaar daarop vertrok hij naar Parijs, waar hij lessen volgende bij Nadia Boulanger en Max Deutsch (een leerling van Arnold Schönberg). Zelf gaf hij les aan het Trinity College Cambridge van 1966 tot 1970, Exeter University en Yale University. Zijn muziek is direct herkenbaar als modern, doch is grotendeels traditioneel en harmonieus van karakter. Hij heeft diverse prijzen gewonnen en natuurlijk een aantal opdrachten voor composities ontvangen. Zijn algemeen erkend magnum opus is Odyssey; een werk voor orkest uit uiteindelijk 1987.
Hij doceerde compositie aan het Peabody Conservatory bij Baltimore.

## Oeuvre (voor zover bekend)
- 1958: Nocturne voor mezzosopraan en orkest;
- 1962: Scenes ans Arias (opdracht van BBC)
- 1964: Onemanshow (opera)
- 1965: Strijkkwartet nr. 1
- 1966: Sinfonia
- 1967: Sonate voor strijkers en twee hoorns;
- 1967-1970: The Rising of the Moon (opera) (voor Glyndebourne Festival)
- 1973-1976: Life-studies voor 15 solostrijkers
- 1973-1987: Odyssey
- 1979: La Vita Nuova voor sopraan en kamerorkest
- 1981: Fluitkwartet voor dwarsfluit en strijktrio
- 1982: Strijkkwartet nr. 2
- 1982: Morning music
- 1982: Night thoughts voor solofluit;
- 1983: Spring Music
- 1984: Little suite voor gitaarsolo
- 1985: Sonata nocturna voor cello en strijkers;
- 1985-1986: Personae IV-VI voor pianosolo;
- 1987: Klein concert; voor hobo en klein orkest;
- 1988: Ghost dances voor 5 musici;
- 1988: The world in the Evening
- 1988-1991: Roman Canticle
- 1989-1991: Music of Memory (gitaar)
- 1989: Three hymns (koor)
- 1989: Five American folksongs (stem en piano)
- 1990: One foot in Eden Still, I stand (Motet)
- 1991: American Games voor blaasensemble
- 1991: Cadenza voor Mozarts pianoconcert KV491;
- 1991: Pianotrio
- 1992: Sweet Jesu (koor)
- 1992: Head of Orpheus, voor sopraan en 2 klarinetten
- 1992: Shahnama voor orkest
- 1993: Vioolconcert (voor violist Joshua Bell)
- 1994: Strijkkwartet nr. 3
- 1995: Romantic Variations (opdracht van BBC)
- 1995: Voices of Memory; variations for orchestra;
- 1996: Hymnus (koor)
- 1996: Dance scenes (opdracht van Philharmonia Orchestra)
- 1997: Vioolsonate
- 1997: Stanza voor vioolsolo
- 2001: Narration voor cellosolo
- 2001: Intrada voor strijkkwartet
- 2002: Sophie’s choice (opera; première Royal Opera House Covent Garden, december 2002, onder leiding van Simon Rattle); er zijn diverse suites uit gedestilleerd met of zonder solist
- 2005: Strijkkwartet nr. 4
- 2005: Concert voor althobo en orkest